# Дары волхвов
«Дары волхвов» (англ. The Gift of the Magi) — рождественская новелла О. Генри, опубликованная в декабрьском выпуске 1905 года газеты New York World Sunday Magazine, с которой писатель сотрудничал на регулярной основе несколько лет. В апреле 1906 года рассказ был издан в составе первого сборника рассказов писателя «Четыре миллиона». «Дары волхвов» принесли американскому новеллисту широкую популярность и считаются одним из наиболее известных его произведений, а также хрестоматийной рождественской историей. Новелла насыщена различными библейскими аллюзиями и ироническими отсылками, мягким юмором и сочувствием к простым людям.
Рассказ «Дары волхвов» представляет собой классический пример истории с неожиданной развязкой, на которых специализировался автор и которые он сумел обогатить различными средствами. Существует несколько версий о возникновении замысла и его претворения в окончательном виде. Согласно наиболее известному описанию хода событий, произведение было задумано О. Генри ещё в 1904 году, но закончить его он сумел только в следующем году. По распространённой версии, чистовой вариант автор записал менее чем за три часа у себя на квартире. В противоположность такой точке зрения, некоторые исследователи настаивают на том, что рассказ написан в одной из самой старых таверн Нью-Йорка — Pete’s Tavern. Благодаря широкой популярности и доступности рассказа он неоднократно адаптировался и интерпретировался в различных видах культуры и искусства.

## Сюжет
Действие рассказа происходит в Нью-Йорке накануне Рождества. Джим и Делла Янг — молодая супружеская пара, которая едва сводит концы с концами, проживая в одном из бедных кварталов мегаполиса. Перед грядущими праздниками они обнаруживают, что, несмотря на экономию, их сбережений не хватает на традиционные рождественские подарки друг для друга. В конце концов Делла решает продать свои роскошные каштановые локоны (часть «сокровищ, составлявших предмет их общей гордости») и купить мужу платиновую цепочку для его золотых часов (второе «сокровище»), которыми он очень дорожил.
Вечером Джим приходит домой с подарком для жены, который должен стать для неё сюрпризом. Молодые люди раскрывают свёртки и выясняется, что Джим продал свои часы, чтобы купить дорогой набор гребней для волос, о котором Делла давно мечтала. Таким образом, несмотря на свои жертвы, они не могут в ближайшее время воспользоваться полученными подарками. Но это вовсе не портит праздник двух любящих сердец. История заканчивается тем, что рассказчик сравнивает эти бескорыстные дары во имя любви с приношениями библейских волхвов — и даже ставит выше их.

## История

### Предыстория

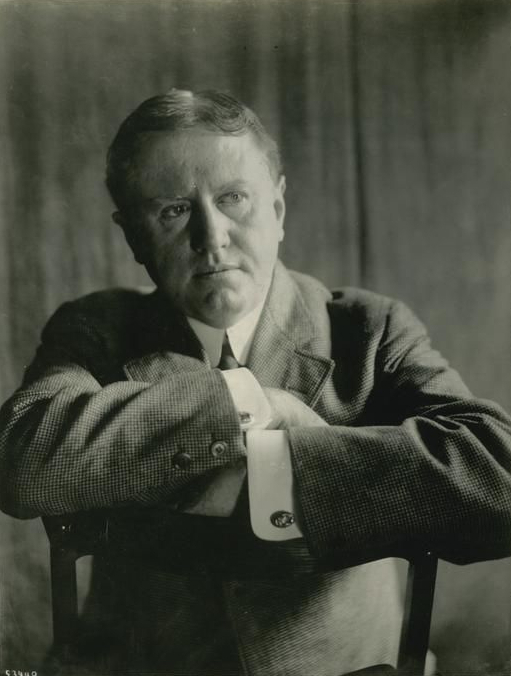
О. Генри в 1910 году

О. Генри — один из многочисленных псевдонимов американского писателя Уильяма Сидни Портера. Он начал писать в конце 1880-х годов, сотрудничая в нескольких изданиях, но серьёзно обратился к литературе в 1898 году, когда был заключён в тюрьму по обвинению в растрате денег из банка в техасском Остине, где он работал кассиром. На тот момент Портер, происходивший из бедной семьи, был женат и имел дочь Маргарет. Супруга, Атоль Эстес, болела туберкулёзом в тяжёлой форме. Перед судом Портер в последний момент сбежал в Гондурас, чтобы избежать тюремного заключения, но вернулся в США, когда у его жены была диагностирована смертельная болезнь. Они не расставались до последних дней её жизни, и он трогательно за ней ухаживал. Любимая дочь стала воспитываться в семье жены. В ходе судебного процесса Портер был признан виновным и провёл три года в тюрьме, где работал аптекарем и клерком, сумев избежать тягот обычных заключённых. Написанные в заключении рассказы заинтересовали редакции газет, что позволило автору начать новую жизнь.
Освободившись, Портер вновь обратился к литературе, после чего начался наиболее плодотворный его писательский период. Это случилось после того, как он переехал из Питсбурга в Нью-Йорк, чтобы быть рядом со своими издателями. Мегаполис произвёл на него большое впечатление, которое он передал в свойственной для него манере в десятках произведений. В Нью-Йорке он писал рассказы для нескольких периодических изданий, но особой известности первоначально не снискал, получая за них умеренную оплату. Ситуация несколько изменилась в конце 1903 года, когда газета New York World Sunday Magazine — на тот момент крупнейшая в США — заключила с ним долгосрочный контракт, согласно которому он ежегодно должен был представлять в редакцию 52 коротких рассказа. Его гонорар в этом издании составлял 100 долларов за новеллу, каждую из которых он должен был передавать в редакцию еженедельно. Постепенно на его творчество обратили внимание не только читатели, но и другие издания. Именно в этот период его наиболее известный псевдоним — «О. Генри» — становится известным не только в США, но и за рубежом. Наиболее плодотворными для него стали 1904 год и 1905 год, когда он написал 66 и 64 рассказа соответственно. После этого творческого «всплеска» количество его литературных произведений значительно снижается. Во многом это связывают с его личной неустроенностью, богемным образом жизни в бедных кварталах, небрежным отношением к деньгам, болезнями и алкоголизмом.

### Создание
Новелла «Дары волхвов» была создана в 1905 году, когда к писателю пришла широкая известность, и он стал признанным мастером новеллы, для которой свойственны тонкий юмор, доступность для широкой публики и неожиданные развязки. Существует несколько версий обстоятельств создания рассказа, которые отличаются деталями, а также лицами, в них задействованными. Известно, что историю с таким названием писатель обдумывал ещё в 1904 году, и она должна была появиться в традиционном рождественском номере «World» в конце того же года. Однако эти планы он не смог осуществить, и вместо этого там был опубликован его другой рождественский рассказ. Особенностью издания таких произведений писателя было то, что они в обязательном порядке иллюстрировались художниками, которые выполняли указания прозаика. Общий сюжет и идею задуманного рассказа он изложил в 1904 году штатному иллюстратору газеты и своему приятелю. Однако автор подчеркнул, что он ещё не написан и попросил показать на рисунке следующую сцену:
«Нужно изобразить бедно обставленную комнату, что-нибудь подобное меблированным комнатам или доходному дому где-нибудь в Вест-Сайде. В комнате один или два стула, комод, кровать и сундук. На кровати рядом сидят мужчина и женщина. Они говорят о Рождестве. У мужчины в руках карманные часы. Он размышляет и крутит их в руках. Главное в женщине — длинные роскошные волосы, они струятся по спине».
Согласно этой версии развития событий представленный О. Генри рисунок его не удовлетворил и не смог увлечь, в связи с чем к написанию рассказа он вернулся лишь через год. Одним из побудительных мотивов к завершению рассказа стало впечатление, оказанное на него внешностью жены его друга, которая обладала роскошными волосами. По этому поводу он высказался следующим образом: «Я размышлял над идеей, но мне была нужна живая модель». По распространённой версии создания произведения, обеспокоенная редакция поручила другу писателя забрать рукопись, поскольку дата выхода рождественского выпуска приближалась. Явившись к О. Генри домой, тот выяснил, что рассказ не то что не закончен — вообще не начат на бумаге. Писатель заявил, что это не проблема и он немедленно садится за работу. После этого он был охвачен вдохновением и записал чистовой вариант новеллы менее чем за три часа. Такая небрежность и вместе с тем быстрота в завершении замысла получили значительную известность: «Рукописи постоянно запаздывали, и нередко редактор стоял за спиной автора, вырывая непросохшие страницы прямо из-под руки, чтобы тут же отвезти их в набор. Некоторые его рассказы читаются как черновики, но многие отделаны на удивление тонко, если знать, как и в какой обстановке они создавались».
Согласно другой версии, считается, что рассказ написан в одной из самых старых таверн Нью-Йорка — Pete’s Tavern, где он часто бывал. Некоторые считают, что на сюжет могли повлиять автобиографические мотивы и характер его взаимоотношений с женой. Также литературоведы обратили внимание на совпадение некоторых сюжетных линий и деталей в произведении О. Генри с рассказом «Дульвина» малозначимого французского писателя XIX века Эмиля Шевале. Так, у Шевале также фигурирует молодая пара Дульвина и Жильбер, которые вынуждены продать свои сокровища: муж часы, а жена свои роскошные волосы. Отмечаются также другие сюжетные и текстуальные совпадения, вплоть до некоторого созвучия имён главных героев обоих произведений: DeLla — DuLvinA, Jim — Gilbert (Делла — Дульвина, Джим — Жильбер). Получила распространение точка зрения, что даже если О. Генри знал о существовании истории Шевале, то, в любом случае, в своей работе он сумел создать глубоко оригинальное произведение, отмеченное чертами индивидуального стиля, иронией и содержащее присущую ему непредсказуемую концовку.

### Публикация и признание
Именно с публикацией этого самого известного, хрестоматийного рассказа, появившегося в свет в рождественском выпуске «Ворлд» связывают широкую и устойчивую популярность О. Генри у публики. Так, по мнению Андрея Танасейчука, российского литературоведа и биографа О. Генри, эта «известная „всем и каждому“» новелла стала своеобразным «Рубиконом» писателя. Этому способствовал масштаб публикаций, который только в газете «Ворлд» достигал 400 000 экземпляров. Кроме того, практически одновременно, рассказ появился на страницах ещё двухсот изданий по всей стране. Этот успех позволил писателю несколько улучшить своё материальное положение, так как гонорары в изданиях, с которыми он не сотрудничал на регулярной основе, значительно возросли. Рассказ был опубликован в составе второй книги писателя после «Королей и капусты» и первого его сборника — «Четыре миллиона», вышедшего 10 апреля 1906 года. На русском языке новелла О. Генри впервые опубликована в сборнике его произведений в 1923 году; перевод осуществила Лидия Гаусман. Всего на русском языке существует более десяти переводов этого рассказа и во всех них название передаётся как «Дары волхвов»; преимущественно рассказ переиздаётся в переводе Евгении Калашниковой, впервые напечатанном в 1946 году.

## Анализ
Не так давно один выдумщик заявил, что в Нью-Йорке имеется не более четырёхсот человек, достойных внимания. Но отыскался другой человек — он занимается переписью населения в Нью-Йорке, — и его более мудрый подсчёт помог нам найти название для этого сборника: «Четыре миллиона».
«Дары волхвов» относятся к самому объёмному циклу произведений писателя — нью-йоркскому, включающему в себя около 150 новелл. Название сборника связано с тем, что в 1910-е годы население мегаполиса составляло около четырёх миллионов горожан, которых он противопоставлял четырёмстам богатейшим жителям. В его сочинениях неизменно чувствуется сочувствие к простым людям, их заботам и тревогам.
Рассказ представляет собой вольную интерпретацию библейского сюжета о поклонении волхвов (Мф. 2:1—11); присутствуют там и другие ветхозаветные и новозаветные аллюзии. Главные герои сравниваются с волхвами, пришедшими к новорождённому Иисусу; говорится, что «если бы царица Савская проживала в доме напротив, Делла, помыв голову, непременно просушивала бы у окна распущенные волосы — специально для того, чтобы заставить померкнуть все наряды и украшения её величества», а часам Джима мог бы позавидовать сам царь Соломон. Такими сравнениями автор хочет дать понять: если легендарные цари славились сокровищами, то семья Янг обладает не меньшими духовными богатствами. Рассказчик называет супругов настоящими мудрецами-волхвами, поскольку их мудрость не в материальных ценностях, а в любви и преданности друг другу, способности к самопожертвованию ради друг друга. В рассказе вообще многое построено на контрасте — дом семейной пары стар, сер, окружающая действительность также не очень ярка. Однако Джим и Делла своей любовью словно раскрашивают мир, благодаря чему у читателя не возникает мрачного, неуютного ощущения.
Для произведений писателя характерны краткость формы, динамичный сюжет, наличие мягкой иронии, пародийных мотивов, различных отсылок и аллюзий, трагикомичных и сентиментальных ситуаций. В них отсутствует психологическая углублённость, но интерес читателя сосредотачивается на разнообразных и оригинальных неожиданных сюжетных ходах. По наблюдению литературоведов, именно последний приём О. Генри сумел обогатить и разнообразить. Так, по мнению Фаины Золотаревской, для композиции и структуры сочинений писателя характерно наличие двух развязок: «…предразвязки и подлинной развязки, которая дополняет, разъясняет или, наоборот, начисто опровергает первую». Таким способом автор ведёт своеобразную литературную игру c читателем, когда последний предполагает одно развитие событий, которые должны наступить после предразвязки, однако выясняется, что происходит нечто неожиданное, меняющее общую картину истории. При такой структуре повествования настоящая развязка искусно скрыта за «ложной предразвязкой». Эту схему писатель успешно применял неоднократно: «случается некая ситуация в судьбе героев, читатель с самого начала предполагает, чем закончится история, но развязка оказывается непредсказуемой, обратной читательским ожиданиям». Одной из наиболее известных композиций в этом роде и стала история, изложенная в «Дарах волхвов», где ложная развязка проявляется в момент, когда Джим вручает Делле набор черепаховых гребней, которые в данной ситуации ей вовсе ни к чему. Однако история на этом не заканчивается, и выясняется, что и муж в ближайшее время не может применить по назначению подарок жены. Любящие молодые люди пошли на жертвы ради друг друга, расставшись с самым дорогим, что у них было из материального мира, но получили нечто большее. Автор с ними согласен: «Но да будет сказано в назидание мудрецам наших дней, что из всех дарителей эти двое были мудрейшими». В целом, бескорыстная любовь, дружба, взаимовыручка часто становились центром историй О. Генри.

## В культуре
Благодаря широкой популярности и доступности рассказа он неоднократно адаптировался и интерпретировался в различных видах культуры и искусства.

### Экранизации
- 1909 — американский фильм «Жертвоприношение» Дэвида Уорка Гриффита.
- 1916 — российский фильм «Любви сюрпризы тщетные».
- 1917 — американский фильм «Подарок Мэгги».
- 1952 — американский фильм «Вождь краснокожих и другие…» (англ. O. Henry's Full House) основан на пяти новеллах О’Генри, среди которых «Дары волхвов».
- 1972 — польский фильм «Дары волхвов» (Dary magów); в главных ролях — Януш Гайос и Марта Липиньская.
- 1978 — советская лента «Не буду гангстером, дорогая» основана на сюжетах четырёх рассказов О’Генри, включая «Дары волхвов».
- 2004 — индийский фильм «Встреча под дождём».
- 2010 — американский телефильм «Дары волхвов» (англ. The Gifts of the Magi); в главных ролях — Марла Соколофф и Марк Веббер.

### Музыка и театр
По мотивам рассказа финский композитор Эйноюхани Раутаваара в 1994 году закончил камерную рождественскую оперу «Дары волхвов» (фин. Tietäjien lahja), действие которой перенёс из Нью-Йорка начала XX века в Хельсинки 1920-х годов — время своего детства. В 1984 году в Театре Лэмба была представлена одноимённая бродвейская музыкальная версия, основанная на рассказах «Дары волхвов» и «Фараон и хорал». Она была поставлена по сценарию Марка Сен-Жермена и Рэнди Кортса, став впоследствии популярной пьесой в школах и региональных театрах. В декабре 1997 года в Консерватории Сан-Франциско состоялась премьера камерной оперы «Дары волхвов» американского композитора Дэвида Конте на сюжет произведения О. Генри. Тогда она исполнялась под аккомпанемент фортепиано, а в декабре 2000 года была представлена её оркестровая версия.

### Премия «Дары волхвов»

Статуя О. Генри в Гринсборо, Северная Каролина

В 2010 году в Нью-Йорке для поддержки русскоязычных новеллистов со всего мира была учреждена литературная премия имени О. Генри «Дары волхвов». Ориентиром для поощрения авторов служит рассказ О. Генри «Дары волхвов» и формула: любовь + добровольная жертва + неожиданная развязка.

### Скульптурная группа
В апреля 1985 года в историческом центре Гринсборо, штат Северная Каролина, на родине О. Генри, была торжественно открыта бронзовая скульптурная группа, состоящая из трёх близко расположенных частей: писателя, его любимой собаки и раскрытой книги. Эти мероприятия были приурочены к семидесятипятилетию со дня смерти знаменитого уроженца города и к проведению первого ежегодного фестиваля, посвящённого его имени. Композиция представляет собой скульптуру писателя в натуральную величину, задумчиво стоящего с записной книжкой в руках. Рядом расположена собака, а напротив писателя установлена раскрытая книга, представляющая на двух страницах наиболее известные его произведения. На левой из них находится изображение жилища супругов Янг из рассказа «Дары волхвов»: коротко остриженная Делла сидит за столом, и к ней склоняется Джим. На противоположной странице представлен текст начала новеллы «Вождь краснокожих», причём из правого блока страниц выглядывает мальчик.